# Льоверас, Абнер
А́бнер Льове́рас Эрна́ндес (исп. Abner Lloveras Hernández; 4 сентября 1982, Барселона) — испанский боец смешанного стиля, представитель лёгкой весовой категории. Выступает на профессиональном уровне начиная с 2004 года, известен по участию в турнирах таких бойцовских организаций как UFC, Bellator, M-1 Global, Shooto, участник бойцовского реалити-шоу The Ultimate Fighter, владел титулом чемпиона Respect FC в лёгком весе. Также известен как боксёр и кикбоксер.

## Биография
Абнер Льоверас родился 4 сентября 1982 года в Барселоне.
Дебютировал в смешанных единоборствах в августе 2004 года в Англии, однако свой первый поединок проиграл из-за полученной в третьем раунде травмы ноги. Несмотря на поражение, продолжил выходить на ринг в различных английских промоушенах, а в 2006 году одержал победу на турнире приехавшей в Испанию японской организации Shooto. Одним из самых серьёзных соперников в этот период для него стал Филлип Новер, с которым он встретился в США и проиграл решением большинства судей.
Имея в послужном списке пять побед, три поражения и одну ничью, в 2007 году Льоверас присоединился к крупной бойцовской организации M-1 Global, где провёл двольно много успешных боёв с хорошими бойцами, одержал пять побед подряд, прошёл серию отборочных турниров и удостоился права оспорить вакантный титул чемпиона в полусредней весовой категории. Другим пртендентом на тиутл стал россиянин Шамиль Завуров, и Льоверас не смог взять над ним верх — в четвёртом раунде проиграл техническим нокаутом.
Впоследствии Абнер Льоверас довольно успешно выступал в менее престижных организациях в США и Испании. В апреле 2015 года завоевал титул чемпиона в лёгком весе немецкого промоушена Respect FC и привлёк к себе внимание крупнейшего мирового промоушена UFC — принял участие в двадцать втором сезоне бойцовского реалити-шоу The Ultimate Fighter, где выиграл у двух первых соперников, но на стадии четвертьфиналов уступил спорным раздельным решением. На финальном турнире шоу встретился с Крисом Гройцмахером и проиграл ему единогласным судейским решением. Также в этом году дрался с опытным англичанином Андре Уиннером, проиграв раздельным решением судей.
Помимо ММА, Льоверас также выступал в кикбоксинге и боксе. В кикбоксинге он становился чемпионом Испании среди любителей (2005), в боксе трижды выигрывал испанское национальное первенство (2010, 2011, 2012).

## Статистика в профессиональном ММА
| Боёв 34  | Побед 22 | Поражений 11 |
| -------- | -------- | ------------ |
| Нокаутом | 8        | 3            |
| Сдачей   | 6        | 1            |
| Решением | 8        | 7            |
| Ничьи    | 1        | 1            |

| Результат | Рекорд  | Соперник               | Способ                 | Турнир                                                    | Дата             | Раунд | Время | Место                   | Примечание                                                     |
| --------- | ------- | ---------------------- | ---------------------- | --------------------------------------------------------- | ---------------- | ----- | ----- | ----------------------- | -------------------------------------------------------------- |
| Поражение | 22-11-1 | Джим Уоллхед           | Единогласное решение   | Bellator Newcastle                                        | 9 февраля 2019   | 3     | 5:00  | Ньюкасл, Англия         |                                                                |
| Победа    | 22-10-1 | Алессандро Ботти       | TKO (удары руками)     | Italian Cage Fighting 4                                   | 29 сентября 2018 | 1     | 3:46  | Милан, Италия           |                                                                |
| Поражение | 21-10-1 | Фарес Зиам             | KO (удар рукой)        | Hit Fighting Championship 5                               | 10 марта 2018    | 2     | 0:24  | Хорген, Швейцария       |                                                                |
| Победа    | 21-9-1  | Дейви Галлон           | KO (удар рукой)        | Arnold Fighters/Titan Channel: War of Titans              | 23 сентября 2017 | 3     | 3:44  | Барселона, Испания      |                                                                |
| Победа    | 20-9-1  | Максим Марьянчук       | KO (ногой в корпус)    | ADW: Road to Abu Dhabi 4                                  | 26 сентября 2016 | 2     | 4:18  | София, Болгария         |                                                                |
| Поражение | 19-9-1  | Крис Гройцмахер        | Единогласное решение   | The Ultimate Fighter: Team McGregor vs. Team Faber Finale | 11 декабря 2015  | 3     | 5:00  | Лас-Вегас, США          |                                                                |
| Поражение | 19-8-1  | Андре Уиннер           | Единогласное решени    | SHC 11                                                    | 25 июня 2016     | 3     | 5:00  | Женева, Швейцария       |                                                                |
| Победа    | 19-7-1  | Нордин Асрих           | Единогласное решение   | Respect FC 12                                             | 11 апреля 2015   | 5     | 5:00  | Вупперталь, Германия    | Бой за вакантный титул Respect в лёгком весе.                  |
| Победа    | 18-7-1  | Хонас Боэно до Розарио | Единогласное решение   | Ansgar Fighting League 2                                  | 29 ноября 2014   | 3     | 5:00  | Фуэнлабрада, Испания    |                                                                |
| Победа    | 17-7-1  | Мигель Вальверде       | Сдача (гильотина)      | International Fighting Championship                       | 25 июля 2014     | 1     | 1:09  | Барселона, Испания      |                                                                |
| Победа    | 16-7-1  | Пьер Кретьен           | Сдача (гильотина)      | Ansgar Fighting League 1                                  | 10 мая 2014      | 1     | 1:05  | Барселона, Испания      |                                                                |
| Поражение | 15-7-1  | Майк Кемпбелл          | Единогласное решение   | CES MMA: Undisputed 2                                     | 1 февраля 2013   | 5     | 5:00  | Линкольн, США           |                                                                |
| Победа    | 15-6-1  | Райан Куинн            | Единогласное решение   | CES MMA: Proving Grounds                                  | 15 июня 2012     | 3     | 5:00  | Линкольн, США           |                                                                |
| Победа    | 14-6-1  | Рич Московиц           | Единогласное решение   | Premier Fighting Championship 7                           | 3 декабря 2011   | 3     | 5:00  | Амхерст, США            |                                                                |
| Победа    | 13-6-1  | Ральф Джонсон          | Сдача (рычаг локтя)    | Paul Vandale Promotions: The Beast Comes East             | 20 мая 2011      | 1     | 2:49  | Вустер, США             |                                                                |
| Поражение | 12-6-1  | Шамиль Завуров         | TKO (удары руками)     | M-1 Challenge 22: Narkun vs. Vasilevsky                   | 10 декабря 2010  | 4     | 4:22  | Moscow, Россия          | Бой за вакантный титул чемпиона M-1 Global в полусреднем весе. |
| Победа    | 12-5-1  | Дэнни Ковин            | TKO (удары руками)     | Hombres de Honor 15                                       | 20 ноября 2010   | 2     | 0:49  | Барселона, Испания      |                                                                |
| Победа    | 11-5-1  | Берри Бантоф           | KO (удар рукой)        | M-1 Selection 2010: Eastern Europe Finals                 | 22 июля 2010     | 1     | 3:23  | Москва, Россия          |                                                                |
| Победа    | 10-5-1  | Милян Якшич            | Сдача (удушение сзади) | M-1 Selection 2010: Western Europe Round 3                | 29 мая 2010      | 1     | 4:20  | Хельсинки, Финляндия    |                                                                |
| Поражение | 9-5-1   | Леандро Фроис Лопес    | Единогласное решение   | Fight 4 Life                                              | 27 марта 2010    | 3     | 5:00  | Барселона, Испания      |                                                                |
| Победа    | 9-4-1   | Суннат Ильясов         | KO (колени и руки)     | M-1 Selection 2010: Western Europe Round 1                | 5 февраля 2010   | 2     | 1:18  | Хилверсюм, Нидерланды   |                                                                |
| Победа    | 8-4-1   | Луис Андраде I         | Единогласное решение   | M-1 Challenge 18: Netherlands Day Two                     | 16 августа 2009  | 2     | 5:00  | Хилверсюм, Нидерланды   |                                                                |
| Победа    | 7-4-1   | Гаэль Гримод           | Раздельное решение     | M-1 Challenge 14: Japan                                   | 29 апреля 2009   | 3     | 5:00  | Токио, Япония           |                                                                |
| Победа    | 6-4-1   | Карлос Валери          | KO (удары руками)      | Almogavers 1                                              | 22 марта 2009    | 2     | 0:24  | Барселона, Испания      |                                                                |
| Поражение | 5-4-1   | Эрик Оганов            | Решение судей          | M-1 MFC: Battle on the Neva                               | 21 июля 2007     | 3     | 5:00  | Санкт-Петербург, Россия |                                                                |
| Победа    | 5-3-1   | Рамон Диас             | Единогласное решение   | Hummer Man Fight 1                                        | 14 апреля 2007   | 3     | N/A   | Гвадалахара, Испания    |                                                                |
| Победа    | 4-3-1   | Лола Бамгбала          | Сдача (кимура)         | UKMMAC 17: Iron Circle                                    | 26 ноября 2006   | 1     | N/A   | Англия                  |                                                                |
| Поражение | 3-3-1   | Филлип Новер           | Решение большинства    | ROC 12: Tournament of Champions Quarterfinals             | 17 ноября 2006   | 2     | 5:00  | Атлантик-Сити, США      |                                                                |
| Победа    | 3-2-1   | Мариуш Дочи            | Единогласное решение   | Shooto: Spain                                             | 9 июля 2006      | 2     | 5:00  | Испания                 |                                                                |
| Победа    | 2-2-1   | Маркус ди Пауло        | TKO (удары руками)     | MMA Vitoria 1                                             | 8 апреля 2006    | 1     | 3:40  | Витория, Бразилия       |                                                                |
| Поражение | 1-2-1   | Оливер Джонс           | Сдача (удушение сзади) | Extreme Fighting 1                                        | 15 октября 2005  | 2     | 4:38  | Лондон, Англия          |                                                                |
| Ничья     | 1-1-1   | Лола Бамгбала          | Ничья                  | UKMMAC 12: Brutal Beatdown                                | 2 октября 2005   | 3     | 5:00  | Эссекс, Англия          |                                                                |
| Победа    | 1-1     | Том Лоуман             | Сдача (гильотина)      | UKMMAC 10: Slugfest                                       | 6 марта 2005     | 1     | 4:45  | Эссекс, Англия          |                                                                |
| Поражение | 0-1     | Даррен Гуиша           | TKO (травма ноги)      | UKMMAC 8: Natural Force                                   | 22 августа 2004  | 3     | 3:59  | Эссекс, Англия          |                                                                |